# Помпея (Сан-Паулу)
Помпея (порт. Pompéia)  —  муниципалитет в Бразилии, входит в штат Сан-Паулу. Составная часть мезорегиона Марилия. Входит в экономико-статистический  микрорегион Марилия. Население составляет 18 862 человека на 2006 год. Занимает площадь 786,406 км². Плотность населения — 24,0 чел./км².

## История
Город основан 17 сентября 1928 года. 

## Статистика
- Валовой внутренний продукт на 2003 составляет 399.165.025,00 реалов (данные: Бразильский институт географии и статистики).
- Валовой внутренний продукт на душу населения на 2003 составляет 21.524,13 реалов (данные: Бразильский институт географии и статистики).
- Индекс развития человеческого потенциала на 2000 составляет 0,816 (данные: Программа развития ООН).